# Maria-Otto-Preis
Der Maria-Otto-Preis wird seit 2010 jährlich vom Deutschen Anwaltverein an Rechtsanwältinnen verliehen, die sich in Beruf, Justiz, Politik und Gesellschaft besonders ausgezeichnet haben, aber auch an Personen oder Organisationen, die sich in besonderem Maße um die Belange der Anwältinnen verdient gemacht haben.
Er ist nach Maria Otto benannt, die nach einigen Ausnahmeregelungen und Gesetzesänderungen 1922 als erste deutsche Rechtsanwältin zugelassen wurde.

## Preisträgerinnen
- 2010 Gisela Wild
- 2011 Renate Damm, Rechtsanwältin, Hamburg
- 2013 Jasmina Prpić, Regina Schaaber, Siba Irsheid (Vorstandsmitglieder von Anwältinnen ohne Grenzen e.V.)
- 2014 Laurel Bellows, Rechtsanwältin, ehemalige Präsidentin der American Bar Association, Chicago
- 2016 Regina Götz und Undine Weyers, Rechtsanwältinnen, Berlin
- 2017 Daad Mousa, Rechtsanwältin, Syrien
- 2019 Mechtild Düsing, Rechtsanwältin, Münster